# Ticia Gara
Ticia Gara est une joueuse d'échecs hongroise née le 25 octobre 1984 à Budapest. Trois fois championne de Hongrie (en 2006, 2007 et 2019), elle a obtenu le titre de grand maître international féminin en 2002.
Au 1er mars 2020, elle est la deuxième joueuse hongroise en activité (derrière  Hoang Thanh Trang) et la 79e joueuse mondiale avec un classement Elo de 2 383 points.

## Compétitions par équipe
Ticia Gara a participé à cinq olympiades d'échecs : quatre fois de 2012 à 2018,.
Elle a représenté la Hongrie lors de sept championnats d'Europe par équipe de 2001 à 2017.